# Joaquim Cardoso Pereira de Melo
Almirante Joaquim Cardoso Pereira de Melo, primeiro barão de São Marcos ComNSC (Salvador, 3 de setembro de 1837 — Bahia, 31 de janeiro de 1906), foi um militar e político português.
Filho do coronel Antônio Cardoso Pereira de Melo e de Felicidade Perpétua Cardoso de Lacerda. 
Aos 15 anos de idade assentou praça de aspirante a guarda-marinha. Foi distingüido com o posto de capitão da 13ª Companhia do Corpo de Marinheiros Imperiais e mais tarde recebeu o comando do navio Leão. 
Participou da guerra contra o Paraguai (1863-1870), servindo na esquadra em operações no Rio da Prata. Aos 30 anos de idade, promovido a capitão-tenente, assumiu o posto de capitão dos portos da província do Maranhão, na baía de São Marcos, e foi lá que recebeu o título de barão de São Marcos, com autorização do governo imperial de D. Pedro II do Brasil.
Como capitão de fragata, assumiu o comando da corveta Bajé e, depois, do encouraçado Bahia. Recebeu as medalhas da campanha geral do Paraguai, de cavaleiro da Imperial Ordem do Cruzeiro, de cavaleiro da Ordem de São Bento de Assis, da campanha oriental  e oficial da Imperial Ordem da Rosa. Recebeu ainda as graças honoríficas de comendador da Ordem de Nossa Senhora da Conceição de Vila Viçosa, oficial da Ordem Militar de Avis e a medalha argentina comemorativa da campanha do Paraguai. 
Como herói de guerra contra o Paraguai, foi eleito deputado Assembléia Nacional Constituinte, após a proclamação da República, em 1889. Exerceu depois o cargo de capitão-dos-portos da Bahia e comandante da Escola de Aprendizes Marinheiros. Reformou-se aos 65 anos de idade no posto de almirante graduado. 

## Título
Descendente de famílias da nobreza portuguesa, sendo fidalgo de cota-de-armas, com carta de brasão de nobreza e fidalguia, passada por D. Luís I de Portugal, em 1 de maio de 1879. O brasão antes pertencera a um tio-avô, Francisco de Melo e Vasconcelo, que a obtivera em 1805. Por decreto do mesmo recebeu o título de visconde de São Marcos.
Atualmente, o herdeiro do título é Luís Alberto de Viana Moniz Bandeira, reconhecido por D. Duarte Pio de Bragança, Duque de Bragança, Chefe da Casa Real Portuguesa, que, ouvindo o Conselho de Nobreza, reconheceu a Luiz Alberto Dias Lima de Vianna Moniz Bandeira o direito ao uso do título de Barão de São Marcos, mediante alvará, datado de 18 de março de 1995, Proc° n° 1617, folhas 52 do Livro Dois, do Conselho de Nobreza, constante em Boletim Oficial do Conselho de Nobreza – Títulos (1948-1998), Lisboa, 2000, p. 181. 
O Conselho de Nobreza de Portugal, em harmonia com a Ordem Régia de 6 de maio de 1986, também reconheceu ao atual Barão de São Marcos, Luiz Alberto Dias Lima de Vianna Moniz Bandeira, o direito ao uso do brasão de armas e fidalguia.